# Chevalier Wadard
Le chevalier Wadard est un personnage connu par sa présence sur la célèbre tapisserie de Bayeux ; c'est donc un compagnon de Guillaume le Conquérant. 
Les historiens pensent qu'il faisait partie de la suite d'Odon, l'évêque de Bayeux, demi-frère de Guillaume le Conquérant. Il participe très certainement à la bataille d'Hastings en octobre 1066, première étape de la conquête normande de l'Angleterre. Le Domesday Book, dans son chapitre consacré au Kent, fief d'Odon de Bayeux, montre Wadardus tenant de l'évêque six maisons à Douvres et divers domaines agricoles à Farningham, Maplescombe, Nurstead, Buckwell et Combe Grove. 
Sur la tapisserie de Bayeux, il est représenté au panneau n°41 comme étant le gardien des magasins de l'armée normande. Représenté à cheval, on le voit surveiller les officiers de bouche, après le débarquement en Angleterre. Au-dessus de sa tête est indiqué en latin : « HIC:EST:WADARD », c'est-à-dire « Ici c’est Wadard ».